# Georg Ericson

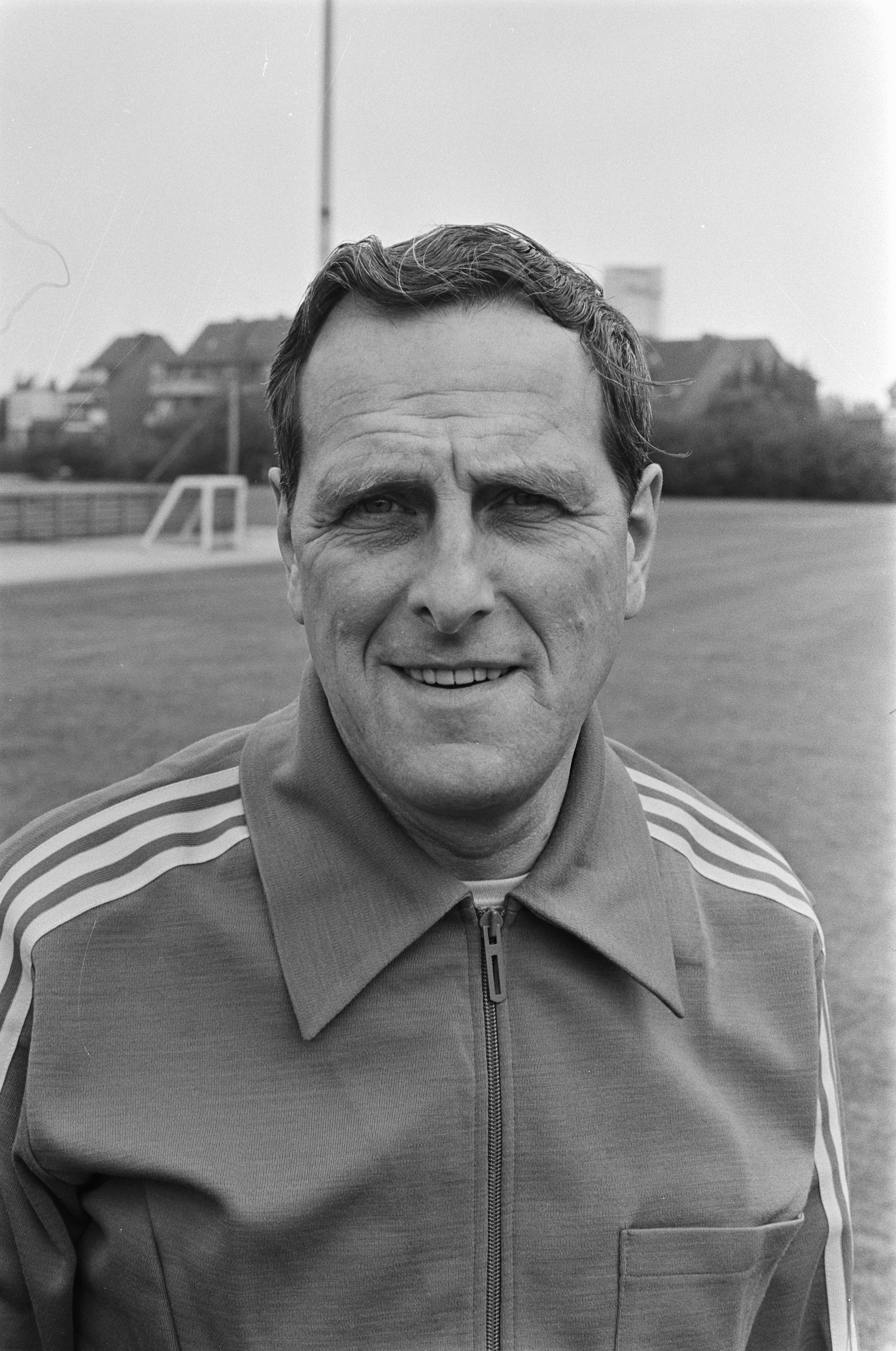
Georg Ericson (1974)

Georg „Åby“ Ericson (* 18. Dezember 1919 in Torshag; † 4. Januar 2002 in Åby) war ein schwedischer Fußballspieler und -trainer.

## Laufbahn

### Vereinskarriere
Ericson spielte in den 1940er Jahren für IFK Norrköping in der Allsvenskan. Mit dem Verein gewann er 1943 und 1945 das Double aus schwedischer Meisterschaft und Pokal. 1946 bis 1948 wurde er noch dreimal Meister.

### Trainerlaufbahn
Ericson wurde 1971 Nachfolger Orvar Bergmarks als Trainer der schwedischen Nationalmannschaft. Diese führte er zu den Weltmeisterschaften 1974, wo die Zwischenrunde erreicht wurde, und 1978, bei der die Mannschaft sieglos in der Vorrunde ausschied. Nach der verpassten Qualifikation zur Europameisterschaft 1980 trat er zurück, Lars Arnesson wurde sein Nachfolger.
In 91 Länderspielen unter seiner Leitung konnte die Blågult 37 Mal den Platz als Sieger verlassen, 19-mal gab es keinen Sieger.

## Sonstiges
Sein Sohn Håkan ist ebenfalls Fußballtrainer. 2001 bis 2003 war er zunächst als Assistenz-, dann als Cheftrainer bei IFK Norrköping tätig.